# Beniamin Maria Bukowski
Beniamin Maria Bukowski (ur. 1991 w Poznaniu) – polski reżyser teatralny, dramaturg i dramatopisarz.

## Życiorys

### Edukacja
Absolwent filozofii oraz historii sztuki w ramach MISH UJ oraz reżyserii teatralnej na Wydziale Reżyserii Dramatu AST im. S. Wyspiańskiego w Krakowie.

### Teatr
Jako reżyser zrealizował m.in. „Zofię” Anny Wakulik w Teatrze Powszechnym w Warszawie, „Podwyżkę” Georgesa Pereca w Teatrze im. Wojciecha Bogusławskiego w Kaliszu czy autorskie spektakle: „Arianie” w Starym Teatrze im. Heleny Modrzejewskiej w Krakowie i „Mosdorf. Rekonstrukcja” w Teatrze Nowym w Poznaniu.
Autor kilkunastu dramatów wystawianych i wystawianych w Polsce i za granicą. Nagrodzony m.in. Stypendium MKiDN Młoda Polska, Stypendium Twórczym Nowego Teatru w Warszawie, rezydencją Residenztheater w Monachium.
Jako dramaturg współpracował m.in. z Katarzyną Kalwat, Tomaszem Kaczorowskim, Joanną Grabowiecką.
Od kwietnia 2021 do września 2024 sprawował funkcję zastępcy ds. artystycznych dyrektora Narodowego Starego Teatru im. Heleny Modrzejewskiej w Krakowie. W listopadzie 2024 został powołany na stanowisko Dyrektora Teatru Polskiego im. H. Konieczki w Bydgoszczy.

### Film i telewizja
Pracował jako asystent reżysera przy filmie krótkometrażowym Jagody Madej  "Szkoda Całkowita". Autor scenariusza spektakli telewizyjnych „Odkrycie Europy” (reż. J. Madej), „Dorosło” (reż. Julia Szmyt), „Niesamowici bracia Limbourg”. Był również reżyserem ostatniej ze wzmiankowanych spektakli telewizyjnych. Otrzymał za nią Nagrodę Publiczności festiwalu Teatroteka Fest i Silver Remi Award festiwalu filmowego w Houston.

#### Wybór reżyserowanych sztuk
- 2022: Baśń o wężowym sercu na podstawie powieści Radka Raka, Narodowy Stary Teatr im. H. Modrzejewskiej
- 2022: NIEbo i dłoNIE Carstena Brandaua, Państwowy Teatr Lalki i Aktora "Tęcza" w Słupsku
- 2021: Arianie wg tekstu własnego, Narodowy Stary Teatr im. H. Modrzejewskiej
- 2018: Mazagan. Miasto wg tekstu własnego, Teatr Żydowski - Teatr Midraszowy w Krakowie
- 2018: Królowa Śniegu wg tekstu własnego, na podstawie opowiadania  H.Ch.Andersena, Teatr im. A. Fredry w Gnieźnie
- 2018: Sprawiedliwi. Historia rodziny Ulmów wg tekstu własnego, Teatr im. W. Siemaszkowej w Rzeszowie
- 2018: Niesamowici bracia Limbourg wg tekstu własnego, Teatroteka WFDiF (2018)
- 2018: Widzowie wg tekstu własnego, Studium Aktorskie STA w Poznaniu
- 2017: Podwyżka Georgesa Pereca, Teatr im. W. Bogusławskiego w Kaliszu
- 2016: Mosdorf. Rekonstrukcja wg tekstu własnego, Teatr Nowy im. T. Łomnickiego w Poznaniu
- 2015: Zofia Anny Wakulik, Teatr Powszechny w Warszawie
- 2015: Na pełnym morzu Sławomira Mrożka, Mazowieckie Centrum Kultury
- 2014: Wdowy Sławomira Mrożka, Mazowieckie Centrum Kultury
- 2013: Kaligula Alberta Camusa, Teatr Studencki Remedium UJ